# White Earth (Minnesota)
Pour les articles homonymes, voir White Earth.
 (janvier 2020).
White Earth est une census-designated place située dans le comté de Becker, dans l’État du Minnesota, aux États-Unis. Sa population s’élevait à 580 habitants lors du recensement de 2010.

## Source
- (en) Cet article est partiellement ou en totalité issu de l’article de Wikipédia en anglais intitulé « White Earth, Minnesota » (voir la liste des auteurs).

1. ↑  (en) https://factfinder.census.gov/faces/nav/jsf/pages/community_facts.xhtml